# JOKER (山根和俊の漫画)
『JOKER』（ジョーカー）は、山根和俊による日本の漫画。サブタイトルは「LUNATIC HERO IN MOON NIGHTS」『週刊少年ジャンプ』（集英社）において、1997年32号から47号まで連載された。全15話。単行本2巻に、特別読み切りの「JOKER」を収録。

## 登場人物

### プロレスラー
キッド
主人公。普段は地獄の道化師を二つ名にしたペイントレスラー、プロレスラー「ジョーカー」として戦う。夜には「ヒャハハハ」と不敵な笑いを叫ぶ仮面の戦士となる。必殺技はメテオ＝インパクト。
エル＝アストラ
流星仮面。
キング・マスカー
UPFヘビー級チャンプ。。
モンゴル＝ハーン

カイザー＝マスク
キッドが幼い頃あこがれていたレスラー。
ジャガー・マスク

テキサス＝カウボーイズ

キラー・クラウン

ザ・エルヴィス

鬼麿呂
女装レスラー「ゲイシャ・ガール」として戦う。
羅生門ヤシャ
本作のラスボス的存在。

### その他
エンジェル
ヒロイン。キッドのマネージャー。
カーミラ
LSP特犯課の捜査官。
ラット
キッドの弟。幼くして銃に撃たれ死去。
シェリル
女優。元ストリッパーで整形をしている。
リー＝マービン
整形外科医。通称ドクター・ジーザス。
ロニー・ダグラス
ボクサー。

## 単行本
- 山根和俊 『JOKER』 集英社〈ジャンプコミックス〉、全2巻
  1. 1997年11月9日発行、ISBN 4-08-872124-1
  2. 1998年2月9日発行、ISBN 4-08-872519-0